# Two Hills
Two Hills är en ort i Kanada.   Den ligger i provinsen Alberta, i den centrala delen av landet, 2 700 km väster om huvudstaden Ottawa. Two Hills ligger 621 meter över havet och antalet invånare är 1 147.
Terrängen runt Two Hills är platt, och sluttar norrut. Trakten runt Two Hills är nära nog obefolkad, med mindre än två invånare per kvadratkilometer.. Det finns inga andra samhällen i närheten. 
Trakten runt Two Hills består till största delen av jordbruksmark.